# Сінкторрес
Сінкторрес (валенс. Cinctorres, ісп. Cinctorres) — муніципалітет в Іспанії, у складі автономної спільноти Валенсія, у провінції Кастельйон. Населення — 493 особи (2010).

## Географія
Муніципалітет розташований на відстані близько 300 км на схід від Мадрида, 70 км на північ від міста Кастельйон-де-ла-Плана.

## Демографія
Динаміка населення (INE ):

## Галерея зображень

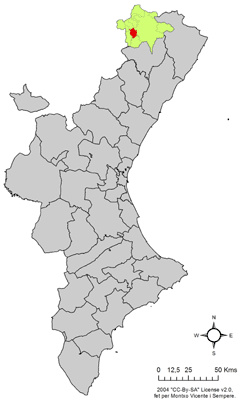
Розташування муніципалітету Сінкторрес у автономній спільноті Валенсія
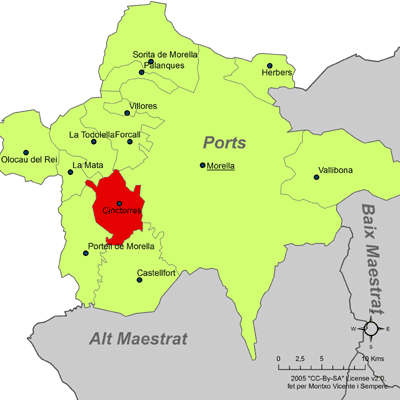
Розташування муніципалітету Сінкторрес у комарці Лос-Пуертос-де-Морелья
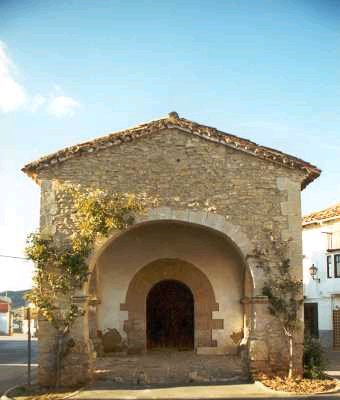
Каплиця Сан-Луїс
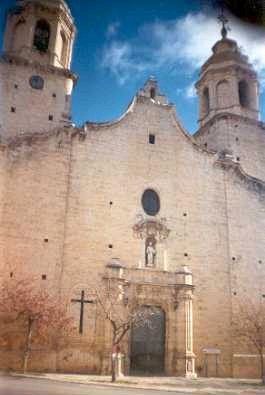
Парафіяльна церква